# Vor Ort – Die Reportage
Vor Ort – Die Reportage war eine Sendung im Bayerischen Fernsehen, die jeweils montags von 22.30 Uhr bis 23.00 Uhr ausgestrahlt wurde. Die Reportage berichtete von Geschichten und Ereignissen in erster Linie aus Bayern, aber auch von außerhalb Bayerns. Die Themen der Reportage waren sehr unterschiedlich und umfassen alle Lebensbereiche. Wie der Sendungstitel bereits ausdrückt, standen die Aktualität und das Berichterstatten vor Ort im Zentrum der Reportage. Außerdem gab die Reportage auch Einblicke in Unbekanntes und beschäftigte sich mit dem Leben der Menschen.
Einmal im Monat wurde jedoch anstatt Vor Ort – Die Reportage auf dem gleichen Sendeplatz das interkulturelle Magazin Puzzle ausgestrahlt.
Im März 2016 wurde mit Adieu Kindheit – Generation Leistungsdruck die letzte Ausgabe gesendet.